# Franz Xaver Reiner
Franz Xaver Reiner (* 1. Dezember 1790 in Bregenz; † 1837) war ein deutscher Kinderarzt und Gründer einer Anstalt, die Vorläufer der ersten Kinderpoliklinik in München war.

## Leben und Wirken
Franz Xaver Reiner erhielt seine medizinische Ausbildung in Innsbruck, Landshut, Würzburg, Erlangen und Wien. 1815 absolvierte er eine zweijährige Weiterbildung in mehreren Kliniken in England. 1817 ließ er sich als Armenarzt in München nieder. Er konzentrierte sich neben der Behandlung von erwachsenen Augen- und Gehörkranken vor allem auf die zu jener Zeit in seinen Augen ungenügende medizinische Versorgung von Kindern und Jugendlichen.
Am 5. Januar 1818 eröffnete er eine Sprechstunde in seiner Wohnung in der Löwengrube 5 in München unter dem Namen Reinersche Besuchsanstalt für kranke Kinder und Augenkranke, um insbesondere mittellosen Kranken unentgeltlich helfen zu können. Anfangs unterstützten private Spender die Anstalt, ab 1825 leistete Prinz Karl von Bayern jährlich finanzielle Zuschüsse. Im Jahre 1827 zog diese erste Poliklinik in ein eigenes Haus am Viktualienmarkt Nr. 9, das vormalige Gendarmeriegebäude. 1829 übernahm Königin Therese, die Frau Ludwigs I., das Protektorat.
Aus diesen pädiatrischen Anfängen entstand im Jahre 1849 die erste Kinderpoliklinik in München, die 1998 im Dr. von Haunerschen Kinderspital aufging.